# Health (zespół muzyczny)
Health (zapis stylizowany: HEALTH) - amerykański zespół rockowy z Los Angeles, założony w 2005 roku. Zespół zdobył popularność, gdy Crystal Castles zremixowało ich utwór Crimewave. Od początku powstania, grupa wydała 5 albumów studyjnych, dwuczęściowy album kolaboracyjny i 2 ścieżki dzwiękowe do gier.

## Historia
Jake Duzsik i John Famiglietti poznali się w Los Angeles, gdy ten pierwszy pracował w Guitar Center. Ze względu na podobny gust muzyczny postanowili w 2005 roku założyć zespół. Do niego dołączyli B.J. Miller, zrekrutowany poprzez ogłoszenie na Craigslist) w roli perkusisty i Jupiter Keyes w roli gitarzysty. Członkowie uznali, iż nazwą zespołu powinno być słowo z życia codziennego, a health było jedynym, które nie było już zajęte przez inny zespół. W pierwszych latach działalności grupy ich muzyka była inspirowana eksperymentalną sceną muzyki undergroundowej z Los Angeles.

### HealthiHealth//Disco
Po zdobyciu popularności poprzez remix Crimewave autorstwa Crystal Castles w sierpniu 2007 roku, zespół wydał swój debiutancki eponimiczny album już miesiąc później, nagrany w klubie The Smell i wydany nakładem wytwórni Lovepump United.  Album zdobył stosunkowo pozytywne recenzje.
Rok później zespół wydał swój pierwszy remix album, zatytułowany HEALTH//DISCO, zawierający remiksy z ich debiutanckiej płyty. Ten album także spotkał się z pozytywnym odbiorem zarówno recenzentów, jak i fanów. Tego samego roku grupa była supportem Nine Inch Nails. Początkowo nie wzbudzili jednak zachwytu fanów NIN, na co Trent Reznor zareagował, pożyczając zespołowi drogi sprzęt LED.

### Get ColoriDisco2
W 2009 roku, by rozpromować swój drugi album zatytułowany Get Color, Health ogłosili loterię, gdzie do wygrania były m.in. wycieczka z zespołem do Six Flags Magic Mountain, pukle włosów członków lub plakaty z autografami napisanymi krwią. Pitchfork opisał album jako niekwestionowany sukces, z mniejszym naciskiem na elementy noise'u i większym naciskiem na wokal. W tym samym czasie ukazał się minialbum zatytułowany Dimensions in Noise 00001, dostępny początkowo tylko przy zakupie Get Color. W 2020 roku minialbum ukazał się w wersji cyfrowej. W 2010 roku ukazała się remixowa kontynuacja płyty pt. Disco2, zawierający jeden niewydany wcześniej utwór pt. USA Boys, do którego został wydany teledysk.

### Max Payne 3
W 2012 roku, zespół wydał album będący ścieżką dzwiękową do gry Max Payne 3. Album jako całość oraz utwór Tears zostały nominowane do Spike Video Game Awards 2012. W wywiadze dla Kerrang! Duzsik stwierdził, iż tworzenie owego albumu skłoniło ich do poszerzenia swojego dźwięku o nowe elementy. W 2013 roku utwór Health pt. High Pressure Dave znalazł się na ścieżce dźwiękowej gry Grand Theft Auto V.

### Death Magic,Disco3oraz odejście Keyes'a
W sierpniu 2015 roku ukazał się trzeci album studyjny grupy Death Magic, wydany nakładem Loma Vista Recordings. Album zawiera więcej elementów popu i muzyki elektronicznej (inspirowanej m.in. twórczością Buriala). W czasie trasy koncertowej po Europie, podczas której promowano album, Jupiter Keyes opuścił zespół.
W lutym 2017 zespół wydał swój trzeci remix album zatytułowany Disco3, zawierający 3 niewydane wcześniej utwory oraz dodatkowe wydanie Disco3+, także zawierające remixy.
W tym samym roku grupa wydała cover utworu Blue Monday zespołu New Order na potrzeby filmu Atomic Blonde.

### Vol. 4: Slaves of Feari kolejne ścieżki dźwiękowe
Czwarty album studyjny grupy, zatytułowany Vol. 4 : Slaves of Fear ukazał się w lutym 2019 roku. Na płycie, oprócz wcześniejszego stylu zespołu, znalazły się także elementy industrial metalu. Album spotkał się z nieco gorszymi recenzjami niż poprzednie.
W 2020 roku zespół wydał ścieżkę dźwiękową do aktualizacji Arena War GTA Online oraz utwór Major Crimes na potrzeby ścieżki dźwiękowej gry Cyberpunk 2077. Utwór ten ukazał się później w serialu anime Cyberpunk: Edgerunners.

### Disco4
17 września 2020 roku grupa ogłosiła album kolaboracyjny pt. Disco4: Part I (pomimo tytułu, nie jest to album remixowy) wraz z wydaniem singla CYBERPUNK 2.0.2.0. Album został wydany 16 października tego samego roku. Na albumie znalazły się utwory powstałe we współpracy z m.in.: Xiu Xiu, 100 Gecs czy Ghostemane. 2 kwietnia 2021 roku został wydany album remiksowy, pt. Disco4+. 6 maja tego samego roku grupa wydała singiel stworzony wraz z Nine Inch Nails pt. Isn't Everyone. Singiel promował wydaną 8 kwietnia drugą część albumu pt. Disco4: Part II. Na drugiej części płyty znalazły się utwory stworzone we współpracy z m.in.: Poppy, The Neighbourhood czy Lamb of God.
W maju 2022 została wydana rozszerzona wersja ścieżki dźwiękowej do Max Payne 3.

### Rat Wars
W kwietniu 2023 roku zespół wydał singiel Hateful na potrzeby ścieżki dźwiękowej do gry Ultrakill. W październiku tego samego roku, wraz z wydaniem singli Children of Sorrow i Sicko, zespół zapowiedział wydanie kolejnego albumu studyjnego, zatytułowanego Rat Wars. Wydany 7 grudnia krążek skupia się bardziej na osobistych przeżyciach Duzsika. W ramach promocji albumu grupa wydała grę pt. Rat Wars Survivors. W październiku 2024 ukazała się rozszerzona wersja albumu zatytułowana Rat Wars Ultra Edition. Zawiera ona 4 dodatkowe utwory, w tym cover utworu Be Quiet and Drive (Far Away) zespołu Deftones.

## Muzyka
Styl muzyczny Health był określany m.in. jako: rock industrialny, rock elektroniczny, rock eksperymentalny, electro-industrial czy noise rock. Wokalista zespołu opisał muzykę zespołu jako inspirowaną filmami science-fiction oraz dystopiami.

## Członkowie

### Obecni
- Jake Duzsik – śpiew, gitara (od 2005)[26]

- John Famiglietti – gitara basowa, instrumenty elektroniczne (od 2005)[4]

- B.J. Miller – perkusja (od 2005)[4]

### Byli
- Jupiter Keyes – gitara, syntezatory (2005–2015)[4][27]

## Dyskografia

### Albumy studyjne
- Health (2007)
- Get Color (2009)
- Death Magic (2015)
- Vol. 4 :: Slaves of Fear (2019)
- Rat Wars (2023)

### Albumy kolaboracyjne
- Disco4: Part I (2020)
- Disco4: Part II (2021)

### Remix albumy
- Health//Disco (2008)
- Disco2 (2010)
- Disco3 (2017)
- Disco3+ (2017)
- Disco4+ (2021)